# Alfred Laboulle
Alfred Joseph Laboulle (Wéris, 12 augustus 1865 - Rocourt, 15 september 1947) was een Belgisch politicus voor de POB.

## Levensloop
Laboulle werd beroepshalve onderwijzer en handelsvertegenwoordiger. Ook was hij actief als bestuurslid van de coöperatieve Le Progrès in Chênée en in 1896 was hij een van de stichters van coöperatieve L'Union Ouvrier in Prayon-Trooz. In 1917 was hij een van de ondertekenaars van de oprichtingsakte van de Union coopérative, een verbond van 75 coöperatieven verspreid over heel Wallonië. 
Van 1895 tot 1899 was Laboulle socialistisch gemeenteraadslid in Chênée. In oktober 1896 werd hij tevens verkozen tot provincieraadslid van Luik en vanaf juni 1900 was hij bestendig afgevaardigde van de provincie. Hij vervulde beide mandaten tot in 1925. In 1910 lag Laboulle mee aan de basis van twee stedelijk-provinciale normaalscholen in Luik (een voor jongens en een voor meisjes) en werd lid van het bestuur. Na zijn provinciale carrière was Laboulle van juni 1925 tot mei 1926 minister van Openbare Werken in de regering Poullet-Vandervelde. 
In november 1921 werd Laboulle verkozen tot rechtstreeks gekozen senator voor het arrondissement Luik, maar nam drie weken later ontslag omdat hij ervoor koos om bestendig afgevaardigde te blijven. In oktober 1928 volgde hij de overleden Jules Seeliger op als senator voor hetzelfde arrondissement. Hij bleef in de Senaat zetelen tot in 1946 en was er ondervoorzitter van de commissie Financiën en lid van de commissies Koloniën, Openbare Gezondheid en Justitie. 
In 1927 werd hij Algemeen Regeringscommissaris voor België bij de Internationale Tentoonstelling van Industrie, Wetenschappen en hare toepassingen, gehouden in Luik in 1930. Hij was ook bestuurder van de socialistische verzekeringsmaatschappij Prévoyance sociale, evenals vanaf 1913 voorzitter van de intercommunale watermaatschappij voor het arrondissement Luik en vanaf 1913 lid van de raad van bestuur van de Nationale Maatschappij der Waterleidingen.
In Esneux is er een Avenue Alfred Laboulle.